# Olympische Sommerspiele 2020/Teilnehmer (Nauru)
| Gelbes Symbol für Goldmedaillen mit stilisierten Olympischen Ringen | Graues Symbol für Silbermedaillen mit stilisierten Olympischen Ringen | Braundes Symbol für Bronzemedaillen mit stilisierten Olympischen Ringen |
| ------------------------------------------------------------------- | --------------------------------------------------------------------- | ----------------------------------------------------------------------- |
| —                                                                   | —                                                                     | —                                                                       |

Nauru nahm an den Olympischen Spielen 2020 in Tokio teil. Es war die insgesamt siebte Teilnahme an Olympischen Sommerspielen. Das Nauru Olympic Committee nominierte zwei Athleten in zwei Sportarten.

## Teilnehmer nach Sportarten

### Gewichtheben
| Athleten            | Wettbewerb                  | Reißen  | Reißen | Stoßen  | Stoßen | Zweikampf | Zweikampf | Rang |
| Athleten            | Wettbewerb                  | Gewicht | Rang   | Gewicht | Rang   | Gewicht   | Rang      | Rang |
| ------------------- | --------------------------- | ------- | ------ | ------- | ------ | --------- | --------- | ---- |
| Frauen              |                             |         |        |         |        |           |           |      |
| Nancy Genzel Abouke | Halbschwergewicht bis 76 kg | 90 kg   | 13     | 113 kg  | 10     | 203 kg    | 10        | 10   |

### Leichtathletik
Laufen und Gehen
| Athleten     | Wettbewerb | Vorlauf | Vorlauf | Runde 1       | Runde 1       | Halbfinale    | Halbfinale    | Finale        | Finale        | Rang          |
| Athleten     | Wettbewerb | Zeit    | Rang    | Zeit          | Rang          | Zeit          | Rang          | Zeit          | Rang          | Rang          |
| ------------ | ---------- | ------- | ------- | ------------- | ------------- | ------------- | ------------- | ------------- | ------------- | ------------- |
| Männer       |            |         |         |               |               |               |               |               |               |               |
| Jonah Harris | 100 m      | 11,01 s | 5       | ausgeschieden | ausgeschieden | ausgeschieden | ausgeschieden | ausgeschieden | ausgeschieden | ausgeschieden |